# Finwë
Finwë este un personaj ficțional din Pământul de Mijloc, univers creat de J.R.R. Tolkien.